# Tobias Rodlauer
Tobias Rodlauer (* 1. Januar 2000 in Klagenfurt) ist ein österreichischer American-Football-Spieler auf der Positionen des Offensive Tackles.

## Werdegang
Rodlauer, der zuvor im Fußball und im Boxsport aktiv gewesen war, begann 2012 in der Jugend der Carinthian Lions mit dem American Football. Aufgrund seines Alters durfte er allerdings die ersten drei Jahre nur mit dem Team trainieren, sodass er sein erstes Spiel erst als 15-Jähriger bestritt. Mit der österreichischen Junioren-Nationalmannschaft wurde Rodlauer 2017 Junioren-Europameister. Im selben Jahr debütierte er in der Kampfmannschaft der Lions. Mit Hilfe der Gridiron Imports Foundation wurde er 2019 vom New Mexico Military College aus Roswell rekrutiert. In seiner zweiten Saison kam er in fünf Spielen zum Einsatz. 2021 hatte Rodlauer Angebote mehrerer US-Colleges vorliegen. Im Oktober 2021 wurde er mit Österreich Fünfter bei der Europameisterschaft.
Für die Saison 2022 unterschrieb Rodlauer einen Vertrag bei Berlin Thunder aus der European League of Football (ELF). Er kam als Left Tackle in elf Spielen zum Einsatz. Mit Thunder verpasste er trotz der positiven 7:5-Siegesbilanz die Playoffs. Nach der regulären Saison wurde er in das zweite ELF All-Star Team gewählt. Im Oktober nahm er als einer von zwei Österreichern am NFL International Combine in London teil. Berlin Thunder gab im November die Vertragsverlängerung mit Rodlauer um eine weitere Saison bekannt. Vor Saisonbeginn der ELF wurde Rodlauer zum Global Combine der Canadian Football League (CFL) vom 22. bis 26. März nach Edmonton eingeladen. Dort war er beim Standhochsprung (29″) sowie beim Standweitsprung (8´5″) der beste Offensive Lineman unter allen Teilnehmern.